# Droue-sur-Drouette
Droue-sur-Drouette är en kommun i departementet Eure-et-Loir i regionen Centre-Val de Loire strax norr om centrala Frankrike. Kommunen ligger i kantonen Maintenon, Eure-et-Loir som tillhör arrondissementet Chartres. År 2022 hade Droue-sur-Drouette 1 204 invånare.

## Befolkningsutveckling
Antalet invånare i kommunen Droue-sur-Drouette
Referens:INSEE